# New Age
New Age (Noua Eră) este un curent occidental de idei privind spiritualitatea, apărut în a doua jumătate a secolului XX. Adepții acestui curent pretind o apropiere mai mare de spiritualitate, ei susținând că acest lucru este necesar pentru ca omenirea să poată intra într-o „nouă vârstă”, în care va domni armonia universală. Curentul presupune „aproprierea tradițiilor spirituale și  metafizice și infuzia lor cu influențe de la psihologia dezvoltării personale și motivațională, medicina holistică, parapsihologie, studii ale conștiinței, fizica cuantică”. Termenul de New Age se referă la era astrologică a Vărsătorului.
Mișcarea New Age are ca obiectiv crearea „unei spiritualități fără granițe sau dogme ce îngrădesc”. Militează pentru o viziune holistică, punând accent asupra faptului că mintea, trupul și sufletul sunt interconectate. Încearcă să creeze „o viziune asupra lumii care include atât știință cât și  spiritualitate”, adoptând atât știința convențională, cât și alte forme de știință considerate de graniță. Cuprinde și o sinteză a religiilor orientale și a vechilor „Învățături ale Misterelor”. Astfel se explică varietatea formelor de ocultism și ezoterism cum ar fi astrologia, yoga, mitologia, hipnoza, fenomenul O.Z.N., panteismul, credința în reîncarnare etc.
Elementul principal al curentului New Age constituie în trecerea omenirii din constelația Peștilor în acea a Vărsătorului, care va însemna un mare progres spiritual. În anii 1970 au apărut mai multe texte care interpretează această trecere ca fiind începutul unei ere a păcii universale și a unei armonii regăsite, Peștele fiind simbolul primilor creștini.
Problema anului intrării în noul semn al Vărsătorului a căpătat interpretări diferite în diferitele școli New Age. Pentru unele dintre acestea, intrarea s-a întâmplat deja în anul 1962, iar pentru altele, anul 2012 este din ce în ce mai mult interpretat ca fiind anul de început al ascensiunii omenirii. Pentru Rudolf Steiner era Vărsătorului va începe abia în anul 3573.
Adepții New Age susțin părerea că fiecare individ, având origini divine, este chemat să-și construiască propriul drum spiritual, folosindu-se pentru aceasta de un patrimoniu care cuprinde orice tradiție mistică sau religioasă, aici incluzându-se și șamanismul, neopăgânismul, cabala, ocultismul, dar mai ales folosindu-se de propria experiență interioară și de propriul discernământ. În această întreprindere el poate fi ajutat de ghizi, îngeri, guru, etc.
Mișcarea New Age este una ce se vrea a fi o soluție pentru salvarea omenirii în mileniul III, mai are și alte denumiri: Era Aquarius (Era Vărsătorului), Era Solară, Era Ecologică, Era de Aur, Era Experiențialității, Era Răspântiei, Era principiului Yin (principiul feminin din spiritualitatea taoistă, în opoziție cu principiul masculin Yang), Era Androgină (în opoziție cu patriarhatul de până acum), Era Ioaneică (în opoziție cu mileniile pauline), Era holistică sau holonomică, Era Păcii, Unității și Armoniei Universale.

## Scurt istoric
New Age-ul este definit în mod variat.
Precursori ai New Age-ului au fost misticul creștin Emanuel Swedenborg și medicul și hipnotizorul Franz Mesmer.
Conform teologilor catolici, mișcarea New Age își are rădăcinile în Societatea Teozofică fondată în 1875, la New York, de către Elena Blavatschi, de origine rusă.
George D. Chryssides⁠(en)[traduceți] consideră că Jiddu Krishnamurti, Rudolf Steiner și Dion Fortune⁠(en)[traduceți] sunt New Age sau cel puțin precursori al New Age-ului.
Dintr-o perspectivă istorică (studii religioase), începutul fenomenului New Age este cel mai adesea asociat cu contracultura anilor 1960.
New Age își are începuturile moderne prin anii 1920-1930. Atunci, Alice Bailey, o britanică emigrată în Statele Unite ale Americii, una dintre figurile centrale care s-au evidențiat în Societatea Teosofică, a pus bazele Mișcării New Age și este considerată marea lor preoteasă. Ca și mediu spiritist, ea a primit mesaje de le așa numitul maestru al înțelepciunii, tibetanul Djawal Khul. Aceste mesaje pe care ea le-a scris fiindu-i dictate de acesta, au fost publicate în numeroase cărți în care lansează ideea necesității unor grupări, pe care ea le denumește „a bunăvoinței mondiale”. Nu este vorba despre niște comunități organizate, ci mai degrabă despre reuniuni periodice ale unor persoane, având scopul de a pregăti sosirea unei noi ere. În 1937 Paul le Cour definește conceptul de „noua eră a Vărsătorului”, care va însemna o profundă transformare a valorilor umane cu ajutorul unor mijloace spirituale.
Unii susținători ai New Age-ului, încercând să formuleze un istoric al spiritualității lor, și-au revendicat rădăcinile în sec. VII-V î.Hr., perioadă în care au activat în China Confucius, în India Buddha și Mahavira, în Persia Zarathustra, în Palestina proorocii Vechiului Testament, iar în Grecia filozofi.
Una dintre învățăturile de bază ale acestei organizații este că toate religiile au adevăruri comune care transcend diferențele posibile. Membrii ei cred în existența maeștrilor care sunt fie spirite, fie oameni mai evoluați decât oamenii de rând (persoane iluminate în mod special).
Programele New Age și-au croit drum în lumea afacerilor și-n toate aspectele societății, incluzând comunitatea creștină. Sunt de obicei incluse diverse practici care sunt tehnici oculte orientale: meditația, practici yoga, terapii de relaxare, hipnoză, vindecare psihică, gândire pozitivă. Pe lângă acestea, în educație și în consiliere, mișcarea New Age se inspiră din antroposofia lui Rudolf Steiner.
Mișcarea New Age s-a extins cu mare rapiditate. În Germania are deja aproximativ 500.000 de membri și nenumărați simpatizanți. Numărul organizațiilor New Age, în SUA și Canada, este de peste 10.000. Rețeaua mondială de organizații New Age care cooperează între ele, are ca prim scop formarea „Noii Ordini Mondiale”, marcată de conștiință de grup și sinergie.

## Mișcarea New Age în mass-media
Tinerii au fost influențați de ideile Mișcării New Age printr-o avalanșă de jocuri, filme, video, casete audio, literatură, jocuri de societate, jucării etc.
Muzica este utilizată de Mișcarea New Age pentru a-și împlini scopul. Terapia prin muzică face parte din pregătirea pentru Noua Eră. Compusă special cu sunete „din afara acestei lumi”, ea a pătruns deja pe piața discurilor ca un nou stil, iar numărul admiratorilor ei crește vertiginos.